# Číhošť
Číhošť  – gmina w powiecie Havlíčkův Brod.
1 stycznia 2017 gminę zamieszkiwały 332 osoby, a ich średni wiek wynosił 43,5 roku.
W miejscowym kościele miał  miejsce cud čihostski, w związku z którym służba bezpieczeństwa zabiła miejscowego proboszcza Josefa Toufara.